# Backhousia
Backhousia es un pequeño género de plantas perteneciente a la familia Myrtaceae, nativo de las selvas tropicales lluviosas de Australia.

## Descripción
Son arbustos aromáticos o árboles que alcanzan 5-25 metros de altura. Las hojas son perennes de 3-12 cm longitud y 1-6 cm de ancho.
Anteriormente incluido en el género Backhousia, la especie B. anisata es ahora Anetholea anisata.

## Taxonomía
El género fue descrito por Hook. & Harv. y publicado en Bot. Mag. 1845.
Etimología
El nombre del género fue otorgado en honor de James Backhouse, botánico y misionero de la Iglesia Cuáquera de Australia.

## Especies
- Backhousia angustifolia F.Muell.
- Backhousia bancroftii F.M.Bailey & F.Muell.
- Backhousia citriodora F.Muell.
- Backhousia enata A.J.Ford, Craven & J.Holmes
- Backhousia hughesii C.T.White
- Backhousia kingii Guymer
- Backhousia myrtifolia Hook. & Harv.
- Backhousia oligantha A.R.Bean
- Backhousia sciadophora F.Muell.